# Noviant-aux-Prés
Noviant-aux-Prés település Franciaországban, Meurthe-et-Moselle megyében. Lakosainak száma 233 fő (2022. január 1.). Noviant-aux-Prés Bernécourt, Flirey, Grosrouvres, Limey-Remenauville, Lironville, Manonville és Minorville községekkel határos.

## Népesség
A település népességének változása:
| Lakosok száma | 203  | 155  | 154  | 238  | 265  | 263  | 260  | 264  | 267  | 233  |
|               | 1968 | 1982 | 1990 | 2006 | 2013 | 2015 | 2017 | 2019 | 2020 | 2022 |